# Agenzia nazionale di valutazione del sistema universitario e della ricerca
L'Agenzia nazionale di valutazione del sistema universitario e della ricerca (in acronimo ANVUR) è un ente pubblico della Repubblica Italiana, vigilato dal Ministero dell'Università e della Ricerca - MUR.
L'ente, istituito nel 2006 e con sede a Roma, si occupa della valutazione dell'attività delle università e di altri enti di ricerca in Italia.

## Storia
Prima della creazione dell'agenzia, la legge finanziaria per il 1994, promulgata durante il Governo Ciampi, aveva introdotto la “funzione valutativa” e disposto la creazione dell’Osservatorio per la valutazione del sistema universitario quale organo tecnico del Ministero competente (ma composto da esperti esterni) incaricato soprattutto di dare una valutazione a livello centrale delle relazioni dei nuclei di valutazione interna. Nell'idea della creazione dell'Osservatorio si coglie la prima tematizzazione di una questione che risulta fondamentale per il disegno complessivo della valutazione di un sistema universitario, e cioè la distinzione di ruoli e di funzioni fra una “valutazione interna”, o “autovalutazione” nelle singole Università, e una “valutazione esterna”, in questo caso a opera di un organo di consulenza ministeriale, e la loro reciproca relazione.
Nel febbraio 2006 viene presentato al Senato un disegno di legge d'iniziativa permanente volto a costituire una “Autorità per la valutazione del sistema delle università e della ricerca”. Primo firmatario della proposta di legge è il senatore Luciano Modica, che nella successiva legislatura diviene sottosegretario con delega all'Università. Tuttavia, la proposta di creare un'autorità amministrativa indipendente tale rimase: il nuovo organo centrale di valutazione prese la forma di una agenzia ministeriale.
In seguito furono istituiti il Comitato di indirizzo per la valutazione della ricerca (CIVR), nel 1998, e il Comitato nazionale per la valutazione del sistema universitario (CNVSU), nel 1999, quest'ultimo concepito come “successore” dell'Osservatorio, e insediato in tale nuova veste il 19 marzo 2000. Anche questi due organismi avevano lo stato giuridico di comitati di esperti (tipicamente professori universitari, peraltro) di nomina ministeriale, e anch'essi erano istituiti per legge. L'ANVUR ha di fatto rimpiazzato questi due enti, assumendo le loro funzioni oltre a un certo numero di compiti ulteriori.
L'ANVUR è stata costituita ai sensi dell'art.2, comma 138, del decreto legge 3 ottobre 2006, n. 262, convertito, con modificazioni, dalla legge 24 novembre 2006, n. 286. Il decreto in parola era collegato alla legge finanziaria per il 2007 (secondo Governo Prodi, con Ministro dell'università e della ricerca Fabio Mussi), e demandava la definizione della struttura e del funzionamento dell'Agenzia ad un regolamento, da emanarsi ai sensi dell'articolo 17, comma 2, della legge 23 agosto 1988, n. 400.
Il lavoro di redazione del Regolamento, guidato dal Sottosegretario con delega all'Università Luciano Modica e comprendente alcune consultazioni informali con le parti interessate, condusse alla stesura di una versione preliminare, adottata dal Consiglio dei Ministri il 5 aprile 2007. Il passaggio al Consiglio di Stato e l'acquisizione del parere delle competenti Commissioni parlamentari (tappe previste dall'iter normativo) caratterizzarono, attraverso la considerazione delle osservazioni ivi formulate, la fase di rifinitura del testo, poi approvato dal Consiglio dei Ministri il 28 dicembre 2007. Ottenuta la firma del Presidente della Repubblica il 21 febbraio 2008 e la successiva registrazione da parte della Corte dei Conti il 21 marzo, seguì la pubblicazione in G.U. il 9 aprile. La situazione politica si era nel frattempo modificata a causa della caduta del Governo e della convocazione di elezioni anticipate.
Con l'entrata in carica del governo Berlusconi IV, e del nuovo Ministro dell'istruzione, dell'università e della ricerca Mariastella Gelmini, i diversi orientamenti politici in materia di valutazione del sistema universitario e della ricerca si concretizzarono nella richiesta da parte del Ministro di una modifica del Regolamento dell'Agenzia, sul quale, peraltro, pendeva anche la non piena soddisfazione di un’osservazione del Consiglio di Stato in tema di definizione della organizzazione funzionale degli uffici.
Messa al lavoro una commissione di esperti ed eseguite alcune variazioni, pur non estese, sul testo, il Ministro propose l'adozione del nuovo Regolamento in versione preliminare il 24 luglio 2009. A seguito delle osservazioni del Consiglio di Stato e delle commissioni parlamentari, esso venne poi modificato in via definitiva il 17 dicembre 2009. Dopo la firma del decreto presidenziale il 1º febbraio 2010 e la registrazione della Corte dei Conti il 13 maggio (con due punti di esclusione), la pubblicazione in G.U. è arrivata il 27 maggio; le operazioni di messa in opera dell'Agenzia, in particolare la nomina dei componenti del Consiglio Direttivo, hanno pertanto potuto avere inizio a decorrere dalla sua entrata in vigore, l'11 giugno 2010.
L'Anvur ha posto la propria candidatura per diventare membro dell'European Association for Quality Assurance in Higher Education; la candidatura non è stata immediatamente accettata: dal settembre 2013 l'Anvur era affiliata ("affiliate") senza diritto di voto, per diventare poi membro effettivo il 20 giugno 2019.
A seguito del ripristino del Ministero dell'Università e della Ricerca - MUR, dal 2020 l'ente è passato sotto il controllo di tale dicastero.

## Caratteristiche
Si tratta di un'agenzia di diritto pubblico dotata di autonomia organizzativa, amministrativa e contabile, anche in deroga alle disposizioni sulla contabilità generale dello Stato, ed opera ai sensi dell'articolo 8, comma 1, del decreto legislativo 30 luglio 1999, n. 300, che attribuisce alle agenzie l'espletamento di attività a carattere tecnico-operativo di interesse nazionale, in atto esercitate da ministeri ed enti pubblici. Sul modello di queste ultime, l'ANVUR è sottoposta alla vigilanza di un ministro (quello dell'istruzione, dell'università e della ricerca) e al controllo della Corte dei Conti sulla gestione.
La relazione illustrativa che ha accompagnato il Regolamento alle Camere ha precisato, peraltro, che l'ANVUR, pur ispirandosi al modello di agenzia delineato dal d.lgs. 30 luglio 1999, n. 300, se ne discosta da un punto di vista strutturale, poiché le sue peculiari attività esigono sia la figura di un presidente, sia di un organo di governo che sia rappresentativo della comunità scientifica, sia di un direttore responsabile dell'organizzazione. La questione era stata oggetto di considerazione da parte del Consiglio di Stato in sede di espressione del parere sul Regolamento adottato dal Governo Prodi, che aveva omesso di inscrivere formalmente l'ANVUR nella cerchia delle agenzie ex d.lgs. 300/1999, ritenendo tale modello inadeguato rispetto ai compiti e al previsto modus operandi dell'Agenzia stessa.

## Organizzazione
Gli organi dell'Agenzia sono il presidente, il consiglio direttivo, il collegio dei revisori dei conti. Il presidente, eletto dal consiglio direttivo con una maggioranza dei due terzi, ha la rappresentanza legale e assicura coordinamento e unitarietà delle attività dell'Agenzia. Il consiglio direttivo determina gli indirizzi della gestione dell'Agenzia e i criteri di valutazione, predispone il programma di attività, approva i bilanci e i rapporti di valutazione, nomina il direttore, su proposta del presidente. È composto da 7 membri, anche stranieri, di alta qualificazione ed esperienza nel campo dell'istruzione superiore e delle ricerca, nonché della valutazione di tali attività. È inoltre previsto un Comitato consultivo, rappresentativo della più ampia comunità di riferimento delle attività dell'Agenzia, i cui membri sono designati da istituzioni e organizzazioni nazionali e internazionali, con il compito di dare pareri e formulare proposte al consiglio direttivo, in particolare sui programmi di attività e sulla scelta dei criteri e dei metodi di valutazione.
L'ANVUR è organizzata in una direzione generale con a capo il direttore, responsabile dell'organizzazione interna e dell'esecuzione delle delibere del presidente e del consiglio direttivo. È articolata in 3 aree:
- amministrativo-contabile;
- valutazione delle università (con riferimento alle istituzioni e all'attività di formazione);
- valutazione della ricerca (compresa quella universitaria).

Esse sono guidate, ciascuna, da un dirigente di seconda fascia, e possono disporre, globalmente, di un organico di 15 unità di personale non dirigenziale. L'organizzazione è ispirata per sommi capi al modello dell'AERES, l'analoga Agenzia francese istituita nel 2007.

## Gli organi

### Consiglio direttivo
I componenti del consiglio direttivo sono nominati con decreto del Presidente della Repubblica, su proposta del ministro dell'istruzione, dell'università e della ricerca, sentite le commissioni parlamentari. Ai fini della proposta, il ministro sceglie fra una rosa di candidati, in numero compreso fra 10 e 15, indicati da un comitato di selezione costituito con proprio decreto. Il comitato di selezione è composto da cinque membri di alta qualificazione, designati, uno ciascuno, dal ministro stesso, dal Segretario generale dell'OCSE e dai presidenti dell'Accademia dei Lincei, dell'European Research Council e del Consiglio nazionale degli studenti universitari. Il comitato di selezione valuta anche le indicazioni di nominativi, con relativi curricula, fornite, sulla base di bandi ad evidenza pubblica in Italia e all'estero, dagli interessati, da istituzioni, accademie, società scientifiche, da esperti, nonché da istituzioni ed organizzazioni degli studenti e delle parti sociali.
Il presidente e i componenti del consiglio direttivo restano in carica quattro anni e non possono essere nuovamente nominati. In passato se il presidente o un componente cessava dalla carica prima della scadenza del proprio mandato, il presidente o il componente che veniva nominato in sostituzione restava in carica per la durata residua del mandato. Ora, come stabilito dall'art. 22 del decreto 104/2013 che ha modificato in tal senso le disposizioni della legge istitutiva dell'ANVUR, la durata quadriennale del mandato si applica anche per i componenti eventualmente nominati in sostituzione di altri cessati dalla carica. In sede di prima applicazione del regolamento, previo sorteggio, sono stati individuati due componenti del consiglio direttivo che durano in carica tre anni, e tre componenti che durano in carica quattro anni. Gli altri componenti, tra cui il presidente, durano in carica cinque anni.

### Il Direttore
Il direttore è assunto con contratto di lavoro di dirigente generale a tempo determinato (da 3 a 5 anni). L'incarico è assegnato dopo una selezione effettuata dal consiglio direttivo a seguito di bando pubblico, in base al curriculum dei candidati ed alle risultanze di un colloquio.
Il profilo professionale deve evidenziare una comprovata esperienza nel campo della direzione e gestione di apparati e risorse, e documentate conoscenze nel campo della valutazione delle attività del sistema delle università e della ricerca.

## Attività
L'ente valuta la qualità dei processi, i risultati e i prodotti delle attività di gestione, formazione e ricerca, compreso il trasferimento tecnologico, delle università e degli enti di ricerca vigilati dal MIUR. A tal fine, sono oggetto di valutazione, tra l'altro:
- l'efficienza ed efficacia della didattica, anche con riferimento agli esiti dell'apprendimento e al successivo inserimento lavorativo degli studenti
- la qualità dei prodotti della ricerca, valutati principalmente tramite procedimenti tra pari (peer-review)
- la capacità di attrazione di finanziamenti esterni e di attivazione di collaborazioni e scambio di ricercatori
- l'adeguatezza della comunicazione pubblica relativa ad offerta formativa, servizi per gli studenti, risultati della valutazione

Nello svolgimento delle sue attività l'Agenzia utilizza i criteri, i metodi e gli indicatori più appropriati per ogni tipologia di valutazione, anche in riferimento a diversi ambiti disciplinari, tenendo conto di quelli definiti dalla Commissione indipendente per la valutazione, la trasparenza e l'integrità delle amministrazioni pubbliche, nonché delle esperienze sviluppate e condivise a livello nazionale e internazionale. L'Agenzia svolge, inoltre, funzioni di indirizzo dell'attività della CONVUI, ad eccezione di quelle loro affidate dalle istituzioni di appartenenza, e predispone procedure uniformi per la rilevazione della valutazione dei corsi da parte degli studenti; propone i criteri per la valutazione delle strutture e dei corsi di studio ai fini dell'accreditamento periodico, i requisiti per l'istituzione di nuove università o nuove sedi, e per l'attivazione dei corsi di studio. Elabora i parametri per l'allocazione dei finanziamenti statali, inclusa la determinazione dei livelli essenziali di prestazione e dei costi unitari riferiti a specifiche tipologie di servizi. Valuta anche l'efficienza dei programmi pubblici di finanziamento e i risultati degli accordi di programma. Infine, l'Agenzia redige un rapporto biennale sullo stato del sistema universitario e della ricerca: il primo di tali rapporti è stato reso pubblico nel marzo 2014.
Nel parere reso sullo schema di regolamento adottato dal Governo Prodi, il Consiglio di Stato aveva rilevato la mancata chiarezza della nozione di 'accreditamento periodico'. Anche la VII Commissione della Camera, nel parere approvato, aveva invitato a specificarne il significato. La relazione di accompagnamento dell'attuale regolamento specifica, al riguardo, che l'accreditamento «dovrà garantire il valore sostanziale dei titoli universitari, superando le problematiche connesse con una concezione soltanto formalistica del valore legale degli stessi».
Tra le attività condotte da ANVUR figurano:
- la Valutazione della qualità della ricerca (VQR);
- la definizione dei criteri e parametri per l'Abilitazione scientifica nazionale (ASN);
- le procedure per l'Autovalutazione, Valutazione periodica e Accreditamento dei corsi di studio universitari (AVA).

## Compiti e funzioni
In base alle norme costitutive, l'ANVUR «sovraintende al sistema pubblico nazionale di valutazione della qualità delle università e degli enti di ricerca». Si tratta di un ruolo storicamente svolto, fino alla istituzione dell'Agenzia, da altri organismi incaricati della valutazione dei sistema universitario e della ricerca, il CNVSU e il CIVR, ai quali, infatti, l'ANVUR è succeduta giuridicamente, secondo l'intenzione del legislatore di «razionalizzare» tale sistema di valutazione.
La necessità di costituire un'agenzia dotata di autonoma personalità giuridica corrisponde all'esigenza di terzietà della valutazione rispetto sia alla sfera politico-amministrativa del Ministero (i predetti comitati non potevano godere di tale indipendenza formale), sia rispetto alle istituzioni valutate. Rimane tuttavia da chiarire quanto la struttura scelta possa essere effettivamente autonoma e "terza" nei confronti del Ministero vigilante. Il tipo di soluzione giuridica da adottare e le tradizionali preoccupazioni sulla maggiore o minore "politicizzazione" delle scelte, in particolare delle persone che avrebbero ricoperto i ruoli dirigenti della costituenda Agenzia, hanno caratterizzato il dibattito pubblico e le mosse politiche del legislatore. Nella relazione di accompagnamento del Regolamento ora in vigore, si afferma che sono state tenute in debito conto le osservazioni formulate dal Consiglio di Stato e dalla Corte dei Conti nel corso dell'iter che ha condotto alla precedente versione (quella approvata dal Governo Prodi, ora abrogata), nonché, in particolare, i criteri di:
- efficienza e snellezza nella organizzazione e modalità di svolgimento delle attività dell'ANVUR
- rispetto delle distinte attribuzioni previste dalla legge per il Ministero e per l'ANVUR
- qualità delle attività di valutazione, anche avvalendosi dell'analisi dei modelli di Agenzia adottati dagli altri Paesi europei[19]

La stessa relazione di accompagnamento precisa che, nonostante non vi sia un legame diretto tra Agenzia e finanziamenti statali alle università e agli enti di ricerca, i risultati della valutazione devono «naturalmente» giocare un ruolo importante nella ripartizione dei fondi statali, in particolare «per quella parte destinata a sostenere ed incentivare le situazioni di maggiore qualità». L'assegnazione dei finanziamenti statali rimane quindi compito e responsabilità del Ministro, ma l'Agenzia ha l'incarico di proporgli i parametri di ripartizione per le quote del finanziamento che dipendono dalla qualità dei risultati. Questo ruolo di "ausilio tecnico" per collegare il finanziamento delle singole istituzioni alla valutazione (specialmente dei risultati della ricerca) sembra essere quello che, nell'immaginario collettivo, ha ottenuto maggiore consenso durante tutta la fase di predisposizione della normativa. Del resto, la stessa legge istitutiva dell'ANVUR aveva stabilito che «i risultati delle attività di valutazione dell'ANVUR costituiscono criterio di riferimento per l'allocazione dei finanziamenti statali alle università e agli enti di ricerca».
Ad essa compete di:
- definire indicatori e criteri per la verifica del possesso da parte degli atenei di idonei requisiti didattici, strutturali, organizzativi, di qualificazione dei docenti e delle attività di ricerca, nonché di sostenibilità economico-finanziaria, nell'ambito dell'introduzione di un sistema di accreditamento delle sedi e dei corsi di studi (art. 5 c.3);
- definire la lista dei componenti “stranieri” delle commissioni preposte alle procedure di Abilitazione Scientifica Nazionale (art. 16 c.3).

Compiti e funzioni dell'ANVUR sono stati ulteriormente precisati dalla legge 240/2010 (cosiddetta “riforma Gelmini” del sistema universitario), in base alla quale all'Agenzia essa spettano, tra l'altro:
- la valutazione esterna della qualità delle attività delle università e degli enti di ricerca pubblici e privati destinatari di finanziamenti pubblici;
- l’indirizzo delle attività di valutazione demandate ai nuclei di valutazione interna degli atenei e degli enti di ricerca;
- la valutazione dell'efficienza e dell'efficacia dei programmi pubblici di finanziamento e di incentivazione alle attività di ricerca e di innovazione.

L'ANVUR inoltre propone modalità di accreditamento delle sedi e dei corsi di dottorato di ricerca ed esprime un parere (di fatto vincolante) sulla concessione, o meno, dello stesso ai singoli corsi e sedi (art. 19 c. 1) ed elabora meccanismi di valutazione delle politiche di reclutamento degli atenei (volti all'attribuzione di una quota non superiore al 10 per cento del fondo di funzionamento ordinario) fondati su: la produzione scientifica dei professori e dei ricercatori successiva alla loro presa di servizio ovvero al passaggio a diverso ruolo o fascia nell'ateneo; la percentuale di ricercatori a tempo determinato in servizio che non hanno trascorso l'intero percorso di dottorato e di post-dottorato, o, nel caso delle facoltà di medicina e chirurgia, di scuola di specializzazione, nella medesima università; la percentuale dei professori reclutati da altri atenei; la percentuale dei professori e dei ricercatori in servizio responsabili scientifici di progetti di ricerca internazionali e comunitari; il grado di internazionalizzazione del corpo docente (art. 5 c. 5).
All'ANVUR sono stati infine attribuiti, con l'art. 60 c.2 della legge 98/2013, compiti di valutazione delle attività amministrative delle università e degli enti di ricerca vigilati dal MIUR, in particolare quelli relativi alla valutazione del ciclo della performance precedentemente di competenza della CIVIT, ora ANAC. L'agenzia è tenuta a svolgere le funzioni di agenzia nazionale di garanzia della qualità così come previste dagli accordi europei in materia nell'ambito della realizzazione degli spazi europei dell'istruzione superiore e della ricerca, operando in coerenza con le migliori prassi di valutazione dei risultati a livello internazionale e in base ai principi di autonomia, imparzialità, professionalità, trasparenza e pubblicità degli atti.

## Aspetti controversi
Le modalità di implementazione delle iniziative di valutazione hanno attirato molte critiche da parte di comunità scientifiche, di blog frequentati da accademici (ad esempio roars.it) e dal massimo organo elettivo di rappresentanza del sistema universitario italiano, il CUN (Consiglio Universitario Nazionale), come riportato in una sua mozione dell'11 luglio 2012. Le polemiche si sono concentrate anche sull'approccio alla valutazione, considerato a tratti velleitario e sbilanciato sugli aspetti quantitativi, cioè troppo legato alla bibliometria. Verso la fine del 2015 sono sorti molti movimenti di protesta contro l'esercizio di valutazione relativo al periodo 2011-2014, in riferimento non solo ai metodi di valutazione, ma spesso collegati anche a rivendicazioni di tipo economico e a richieste di maggiori finanziamenti per il sistema universitario e per il diritto allo studio. A titolo di esempio, in tale periodo il Politecnico di Milano e di Torino erano stati superati da Unicusano e dall'Università di Messina nelle aree di ingegneria industriale e dell'informazione.
Dal 2004 al 2019, nell'area di economia, statistica e scienze aziendali, è documentato il rispetto di regole formali di composizione dei panel valutativo in termine di genere, provenienza geografica o appartenenza a settori scientifico disciplinari. L'analisi di rete evidenzia "reti fitte, chiuse e dominate da pochi nodi centrali e gruppi" tra i membri del panel, ad esempio in merito alla coautorialità e alla rete di blog e riviste che hanno ospitato i loro interventi. In generale, la network analysis permette di chiarire il grado di connessione/indipendenza tra i membri incaricati della valutazione della ricerca.

## Cronologia dei membri

### Consiglio direttivo
Le prime nomine avvennero in seguito alla nomina dell'apposito comitato di selezione e la pubblicazione del bando per l'individuazione di una lista di candidati (fra 10 e 15) da sottoporre al Ministro sono giunte al Ministero oltre 300 candidature. Dei 15 selezionati per il Consiglio Direttivo dell'ANVUR, il Ministro, nel corso del Consiglio dei Ministri del 21 gennaio 2011, ha quindi proposto per la designazione finale 7 candidati:
- Sergio Benedetto (Politecnico di Torino)
- Andrea Bonaccorsi (Università di Pisa)
- Massimo Castagnaro (Università di Padova)
- Stefano Fantoni (Scuola Internazionale Superiore di Studi Avanzati di Trieste)
- Giuseppe Novelli (Università di Roma "Tor Vergata")
- Fiorella Kostoris (Sapienza Università di Roma)
- Luisa Ribolzi (Università di Genova)

La prevista consultazione delle competenti commissioni parlamentari ha dato esiti favorevoli, e l'insediamento è avvenuto il 2 maggio 2011. Presidente dell'Agenzia è stato eletto, all'unanimità, Stefano Fantoni. Nel maggio 2013 Giuseppe Novelli si è dimesso dal Consiglio Direttivo per candidarsi alla carica di rettore dell'Università di Roma "Tor Vergata". Al suo posto è stato designato Nazzareno Mandolesi, che però non ha accettato essendo l'incarico incompatibile con quello, che già deteneva, nel Consiglio di amministrazione dell'Agenzia Spaziale Italiana. Successivamente, l'incarico è stato conferito ad Andrea Graziosi (Università di Napoli “Federico II”), che è stato nominato componente del Consiglio Direttivo dell'ANVUR con un decreto emanato nel novembre 2013.
Dal 2020 il Consiglio direttivo è così composto:
- Antonio Felice Uricchio (Università degli Studi di Bari Aldo Moro), presidente
- Alessandra Celletti (Università di Roma "Tor Vergata")
- Marilena Maniaci (Università degli Studi di Cassino e del Lazio Meridionale)
- Menico Rizzi (Università degli Studi del Piemonte Orientale Amedeo Avogadro)
- Massimo Tronci (Sapienza Università di Roma).

## Organismi analoghi di altri stati
- Regno Unito - Agenzia per la garanzia della qualità dell'istruzione superiore (in inglese Quality Assurance Agency for Higher Education, QAA)